# フレッド・ゲージ
フレッド・ハリソン・ゲージ（Fred Harrison Gage, 1950年10月8日 - ）はアメリカ合衆国の神経科学者。ソーク研究所教授（遺伝学）。哺乳類の成体脳と脊髄に多能性幹細胞を発見し、成体脳におけるニューロン新生と、構造的および機能的可塑性を発見した。
フロリダ大学卒業後、ジョンズ・ホプキンズ大学大学院から神経科学のPh.D.を取得。1976年テキサスクリスチャン大学准教授、1981年ルンド大学准教授、1985年カリフォルニア大学サンディエゴ校准教授、1988年同教授。1995年から現職。

## 受賞歴
- 1999年 - マックス・プランク賞
- 2007年 - トムソン・ロイター引用栄誉賞
- 2008年 - 慶應医学賞

## 参照
- Salk Institute page
- Gage Lab WebSite